# Georges Mothron
« Mothron » redirige ici. Pour l’article homophone, voir Mottron.
Georges Mothron, né le 5 avril 1948 à Argenteuil (Seine-et-Oise), est un homme politique français.
Membre du parti Les Républicains, il est maire d'Argenteuil depuis 2014. Il est conseiller régional d'Île-de-France de 1998 à 2003, député de la 5e circonscription du Val-d'Oise de 2002 à 2012, vice-président du conseil général du Val-d'Oise de 2011 à 2015.

## Biographie et activités professionnelles
Georges Mothron, né le 5 avril 1948 à Argenteuil (Val-d'Oise), appartient à une vieille famille locale. Un de ses arrière-grands-pères, déjà, était maire d'Argenteuil aux confins des XIXe et XXe siècles, et son père y exerçait le métier de géomètre expert.
Après un cursus scolaire dans les établissements locaux il poursuit ses études à Paris par un BTS chimie au lycée d'Arsonval. Jusqu'à son engagement en politique il exerce le métier de manager pour l'entreprise américaine Nalco Lmt,.
Georges Mothron est marié et père de trois enfants.

## Mandats municipaux
En 2001, il devient maire d'Argenteuil, ville dirigée par le PCF depuis 65 ans. De 2001 à 2008, de nombreux chantiers sont engagés par la nouvelle municipalité qui décrète en 2007 la mise en œuvre du plan local d'urbanisme (PLU) afin de définir les aménagements et équipements futurs de la ville.

Le Figuier blanc.

Outre la construction de logements ou l'implantation de nouvelles entreprises, la restructuration du Val d'Argent, classé en zone franche urbaine depuis le 1er janvier 2004, devient prioritaire. Le coût de 280 millions d'euros sur cinq ans est financé par la commune à 11 % et le reste par l'Agence nationale pour la rénovation urbaine (ANRU) et les bailleurs sociaux. Ce projet fait suite à la reconstruction du marché des Champioux, rouvert en novembre 2006, à la remise à neuf de la rue Paul Vaillant-Couturier en centre-ville.
Durant ce mandat municipal, Georges Mothron modernise des deux centres de santé municipaux, fait aménager la Cave dîmière en complexe dévolu aux spectacles et entraînements musicaux, installe la police municipale ainsi que le système de vidéo-surveillance urbain et lance le chantier du Figuier blanc que son successeur inaugure dès 2009 pour la première année de son mandat. De 2006 à 2008 il préside la communauté d'agglomération Argenteuil-Bezons. D'autres initiatives sont plus controversées :
- Pour « changer l'image de la ville », outre une nouvelle charte graphique du logo[7], le boulevard Lénine et l'avenue Marcel Cachin qui la traversent sont rebaptisés respectivement boulevard du général Leclerc et avenue Maurice Utrillo.
- Le 6 août 2007, un arrêté municipal interdisant la mendicité dans le centre-ville d'Argenteuil est associé à la consigne aux agents de la voirie de diffuser du malodore, un répulsif nauséabond, dans les lieux fréquentés par les sans-abris[8]. La campagne de presse nationale qui s'ensuit et des controverses sur la rénovation urbaine en cours lui coûtent la mairie qui revient au socialiste Philippe Doucet aux élections 2008.

Lors des élections municipales de 2014, il reprend la mairie d'Argenteuil avec 187 voix d'avance sur le maire socialiste sortant, Philippe Doucet,,. Ce dernier récupérant néanmoins la présidence de la communauté d'agglomération Argenteuil-Bezons, Georges Mothron annonce en 2014 sa volonté de quitter la communauté d'agglomération,. Profitant de la volonté gouvernementale de favoriser le développement du centre de l'agglomération parisienne comme pôle mondial, la commune sollicite son adhésion à la  métropole du Grand Paris (MGP), destinée à regrouper Paris et les communes de la petite couronne, mais également des communes de la grande couronne. Le décret du 30 septembre 2015 fixant les limites de la métropole a entériné ce choix. Conformément à la législation spécifique de la métropole du Grand Paris, Argenteuil rejoint également le 1er janvier 2016  l'établissement public territorial Boucle Nord de Seine, et fait de l'assainissement des finances une priorité, la ville risquant la mise sous tutelle.

## Mandats territoriaux
Georges Mothron est élu au conseil régional d'Ile-de-France de 1998 à 2003.
En mars 2011 il est élu conseiller général du Val-d'Oise dans le canton d'Argenteuil-Nord acquis à la gauche depuis des décennies au détriment du maire socialiste Philippe Doucet. Il est alors élu vice-président du conseil général du Val-d'Oise. Il ne se représente pas aux élections de mars 2015.

## Mandats nationaux
Député du Val-d'Oise en 1993, il perd son mandat le 21 avril 1997 à la suite de la dissolution de l'Assemblée nationale par Jacques Chirac. Lors des élections législatives de 2002 il bat Robert Hue, secrétaire général du Parti communiste français (PCF), dans la 5e circonscription du Val-d'Oise. Les législatives partielles de 2003 dues à l'invalidation des résultats précédents par le Conseil constitutionnel confirment son succès.
En 2004, Georges Mothron crée la polémique en se déclarant partisan du rétablissement de la peine de mort pour les auteurs d'actes terroristes,.
Réélu à l'Assemblée nationale en 2007, il fait partie du groupe Union pour un mouvement populaire (UMP) qu'il représente au groupe d'études sur la question du Tibet de l'Assemblée nationale et à la Commission de la Défense nationale et des Forces armées. Le 3 avril 2012, à nouveau candidat aux élections législatives dans la 5e circonscription du Val-d'Oise, il perd son mandat lors des élections du 17 juin 2012 au profit de Philippe Doucet qui obtient 59,27 % des voix au second tour.
Il soutient Alain Juppé pour la primaire présidentielle des Républicains de 2016.

## Synthèse des résultats électoraux

### Élections législatives
| Année | Parti  | Parti | Circonscription  | 1er tour | 1er tour | 1er tour | 2d tour | 2d tour | 2d tour | Issue |
| Année | Parti  | Parti | Circonscription  | Voix     | %        | Rang     | Voix    | %       | Rang    | Issue |
| ----- | ------ | ----- | ---------------- | -------- | -------- | -------- | ------- | ------- | ------- | ----- |
| 1993  |        | RPR   | 5e du Val-d'Oise | 9 455    | 24,99    | 1er      | 20 011  | 52,93   | 1er     | Élu   |
| 1997  | 7 376  | RPR   | 5e du Val-d'Oise | 19,71    | 2e       | 15 788   | 42,95   | 2e      | Battu   |       |
| 2002  |        | UMP   | 5e du Val-d'Oise | 11 835   | 35,53    | 2e       | 16 150  | 50,38   | 1er     | Élu   |
| 2003  | 10 977 | UMP   | 5e du Val-d'Oise | 43,96    | 1er      | 14 109   | 51,76   | 1er     | Élu     |       |
| 2007  | 13 980 | UMP   | 5e du Val-d'Oise | 41,13    | 1er      | 16 983   | 51,01   | 1er     | Élu     |       |
| 2012  | 9 301  | UMP   | 5e du Val-d'Oise | 27,50    | 2e       | 19 441   | 40,73   | 2e      | Battu   |       |

### Élections municipales
Les résultats ci-dessous concernent uniquement les élections où il est tête de liste.
| Année | Liste          | Liste     | Commune    | 1er tour | 1er tour | 1er tour | 2d tour | 2d tour | 2d tour | Sièges obtenus |
| Année | Liste          | Liste     | Commune    | Voix     | %        | Rang     | Voix    | %       | Rang    | Sièges obtenus |
| ----- | -------------- | --------- | ---------- | -------- | -------- | -------- | ------- | ------- | ------- | -------------- |
| 1995  |                | RPR - UDF | Argenteuil | 8 446    | 30,17    | 2e       | 10 815  | 37,66   | 2e      | 10 / 53        |
| 2001  | RPR - UDF - DL | 7 025     | Argenteuil | 34,30    | 2e       | 12 242   | 51,08   | 1er     | NC      |                |
| 2008  |                | UMP       | Argenteuil | 12 400   | 46,00    | 1er      | 14 345  | 49,44   | 2e      | 13 / 53        |
| 2014  | 11 846         | UMP       | Argenteuil | 44,21    | 1er      | 14 876   | 50,31   | 1er     | 42 / 55 |                |
| 2020  |                | LR - UDI  | Argenteuil | 5 842    | 35,16    | 1er      | 8 096   | 45,36   | 1er     | 40 / 55        |

## Détail des mandats et fonctions

### Député (5ecirconscriptiondu Val-d'Oise)
- 02/04/1993 - 21/04/1997 : député du Val-d'Oise
- 19/06/2002 - 21/11/2002 : député du Val-d'Oise (élection annulée)
- 03/02/2003 - 17/06/2012 : député du Val-d'Oise

### Conseiller régional d'Ile-de-France
- 16/03/1998 - 03/02/2003 : conseiller régional d'Île-de-France

### Conseiller général du Val-d'Oise
- 27/03/2011 - 29/03/2015 : conseiller général du canton d'Argenteuil-Nord et vice-président du conseil général du Val-d'Oise

### Mandats intercommunaux
- janvier 2006 - mars 2008 : président de la communauté d'agglomération Argenteuil-Bezons
- octobre 2017[27] - février 2019 et février 2021 - février 2022 : président de l'établissement public territorial Boucle Nord de Seine (présidence tournante).

### Mandats municipaux d'Argenteuil
- 19/06/1995 - 18/03/2001 : conseiller municipal d'Argenteuil (Val-d'Oise)
- 26/03/2001 - 16/03/2008 : maire d'Argenteuil
- 16/03/2008 - 15/06/2011 : conseiller municipal d'Argenteuil
- depuis  avril 2014 : maire d'Argenteuil